# Lerbäckshult och Tullstorp
Lerbäckshult och Tullstorp – miejscowość (tätort) w Szwecji, w regionie administracyjnym (län) Skania, w gminie Ängelholm.
Według danych Szwedzkiego Urzędu Statystycznego liczba ludności wyniosła: 587 (31 grudnia 2015), 611 (31 grudnia 2018) i 620 (31 grudnia 2019).